# وردا (لوئیزیانا)
وردا، لوئیزیانا (به انگلیسی: Verda, Louisiana) یک منطقهٔ مسکونی در ایالات متحده آمریکا است که در گرنت پریش واقع شده‌است.

## خصوصیات
وردا ۶۳٫۰۹ متر بالاتر از سطح دریا واقع شده‌است.